# Théâtre Montparnasse
Théâtre Montparnasse je pařížské divadlo na adrese 31 rue de la Gaîté, ve 14 obvodu.

## Historie
V roce 1817 získal Pierre-Jacques Seveste divadelní licenci pro předměstí, která mu umožnila použít název Théâtre du Mont Parnasse, které zůstalo uvolněné od uzavření divadla nesoucího toto jméno v roce 1772 nacházející se na bulváru Raspail. Nechal postavit vlastní sál za bulvárem, v ulici, která se stala Rue de la Gaîté. Tato čtvrť byla připojena k Paříži až v roce 1860. V roce 1851 Henri Larochelle koupil tři divadla včetně Montparnasse od Sevesteho dědiců. Divadlo fungovalo od roku 1819 do roku 1856, kdy byla místnost přestavěna, ale dnešní podobu získalo až po Larochelleově smrti.
Vdova po Henrim Larochelle nechala v roce 1886 postavit nové divadlo Montparnasse spolu s Louisem-Hubertem Hartmannem, bývalým hercem souboru Larochelle, tehdejším ředitelem divadel Gobelins a Grenelle. Slavnostně bylo otevřeno 29. října 1886.
Budova je dílem architekta Charlese Peigniet, který se významně podílel na vytvoření základny Sochy svobody v New Yorku.
Od roku 1930 do roku 1943 divadlo vedl Gaston Baty a tehdy se jmenovalo „Théâtre Montparnasse-Gaston Baty“.
Dvacet let byla jeho nástupkyní herečka Marguerite Jamois. V roce 1965 koupil divadlo Lars Schmidt a jmenoval Jérôma Hullota uměleckým ředitelem.
V roce 1984 Lars Schmidt odešel do důchodu a prodal divadlo Jean-Louisovi Vilgrainovi, průmyslníkovi v zemědělství. Režii divadla svěřil své manželce, bývalé herečce Comédie-Française Myriam Colombi. Nechala provést rekonstrukci a vybudovat divadelní bar.
Kapacita divadla je 715 míst. Divadlo Montparnasse je od 3. dubna 1984 zařazeno mezi historické památky.
V roce 1979 nechali Lars Schmidt a Jérôme Hullot vybudovat v bývalém skladišti dekorací menší sál zvaný Petit Montparnasse. V roce 1998 byl sál přestavěn. Znovuotevření proběhlo v listopadu 2003.